# Cora Ringelberg
Cora Ringelberg (Amsterdam, 8 september 1964 – aldaar, 2 maart 2025) was een Nederlands danseres en choreografe.
Haar liefde voor het dansen pakte ze op tijdens stijldanslessen in Amsterdam-Zuid. Ze ging verder in de leer bij de dansschool van Lucia Marthas. Daar gaf ze daarna jarenlang les aan de Lucia Marthas Institute for Performing Arts. Daar bracht ze de zogenaamde PTMD (pop theater musical and dance) in praktijk. Ze bracht een hele generatie dansers in dat genre voort. Als choreograaf en/of begeleidster was ze betrokken bij het Junior Songfestival, Kinderen voor Kinderen en So You Think You Can Dance. In 1995 was ze danscoördinator in de film Advocaat van de hanen van Gerrit van Elst.
Op kerstavond 2024 moest Ringelberg een spoedoperatie ondergaan aan een aneurysma in de aorta; ze herstelde echter nooit volledig. Ze liet in Martine van Hoeve een levensvriendin achter. Ze was dochter van Maria Hendrika Paap en plaatwerker Marinus Ringelberg. Aneurysma aan de aorta was een familiekwaal. Ten tijde van haar overlijden waren van haar zes broers er nog twee in leven.